# Gush
 (novembre 2010).
Si vous disposez d'ouvrages ou d'articles de référence ou si vous connaissez des sites web de qualité traitant du thème abordé ici, merci de compléter l'article en donnant les références utiles à sa vérifiabilité et en les liant à la section « Notes et références ».
 (juillet 2022).
GUSH est un groupe de rock français originaire des Yvelines. Crée en 2004, il est a l'origine composé des frères Xavier et Vincent Polycarpe, Mathieu Parnaud et Yan Gorodetzky. En 2014 Vincent Polycarpe quitte le groupe et est remplacé par Julien Boyé.

## Biographie
Ce quatuor est influencé par des groupes comme les Beatles, Beach boys, les chants traditionnels tels que Les Mystères Des Voix Bulgares, la musique afro-américaine tels que Funkadelic ou encore Prince, ainsi que de nombreux compositeurs de musiques de films tels qu'Ennio Morriccone, François de Roubaix et John Carpenter. Sur scène comme en studio, ils aiment échanger leurs instruments pour enrichir leur son.
Ils débutent dans des bars et clubs parisiens et londoniens, où ils testent leur répertoire et reprennent des classiques de la pop anglo-saxonne, du funk et du reggae. 
Ils écrivent en anglais, la langue maternelle de Yan. Le spectre de leurs chansons varie d'une pop électrique à des plages musicales où les synthétiseurs répondent aux a capella.
En 2004, à peine formés, ils enregistrent en autoproduction leur premier EP Amazing, album pop/funk aux couleurs synthétiques, et commencent à se produire dans des clubs parisiens. En 2006/2007, toujours en autoproduction, ils enregistrent 2 EPs plus rock, Rocking For My Children et B-Side, et effectuent plusieurs séries de concerts à Londres.
Le groupe s'appelle à la base Guts, mais pour ne pas faire d’amalgame avec le magazine Guts de Sébastien Cauet, ils choisissent finalement Gush.
Parallèlement, ils accompagnent en groupe ou indépendamment plusieurs artistes comme Izïa Higelin (Vincent était batteur sur son premier album et sur les tournées), Housse de Racket ou encore Adan Jodorowsky, avec qui ils effectuent plusieurs tournées en Espagne et Amérique du Sud entre 2007 et 2009.
En 2009, ils font la première partie de (-M-) lors de sa tournée Mister Mystère. En 2009, repérés par Loic Barrouk, ils signent avec le Café de la Danse et sont sélectionnés pour les avant-scènes du festival Rock en Seine.
En février 2010, sort leur premier album Everybody's God en licence chez Cinq 7, et dont la chanson Jealousy est reprise en 2011 par Johnny Hallyday sous le titre Jalousie comme bonus de l'album Jamais seul, dont Vincent Polycarpe est le batteur.
Durant l'été, ils participent à plusieurs festivals : les Vieilles Charrues, Fnac Indétendances, Francofolies, Printemps de Bourges, La Déferlante, Solidays, Main Square Festival, Musilac...
Après plus de 250 dates, cette tournée française se termine par deux soirées au Bataclan à Paris, une prénomination aux victoires de la musique 2011 dans la catégorie Album rock, une nomination dans la catégorie Révélation scène, ainsi qu'une nomination au Prix Constantin 2010. Le groupe part ensuite se produire au Japon à deux reprises : au Summer Sonic Festival en août 2011 et une tournée en février 2012. En mars 2012, ils partent au festival SXSW à Austin (USA) et enchaînent en avril avec une tournée en Amérique du Sud comprenant une halte au Festival Lollapalooza à Santiago (Chili), ainsi que quelques concerts à Buenos Aires (Argentine) et à Lima (Pérou).
En 2013, le groupe travaille sur son deuxième album. Le 12 novembre 2013, il sort un nouveau single intitulé Siblings. À cette occasion, Gush organise une release party à la Flèche d'Or à Paris le mois suivant.
Le groupe sort finalement l'album Mira le 7 avril 2014 et entame une nouvelle tournée dans toute la France, avec notamment un passage au Trianon le 21 mai. Vincent Polycarpe quitte le groupe à cette date et est ensuite remplacé par le batteur Julien Boyé (Nouvelle Vague, Mélanie Pain...). 
Le 24 octobre 2014, le groupe sort Dirty Attitude, le deuxième single extrait de Mira, assorti d'un clip. 
À cette occasion, Cinq7 sort également un E.P de remixes : Dirty Remixes.
En 2016, ils participent à la bande originale du film Five, sur laquelle dix de leurs titres apparaissent.
Xavier Polycarpe a commencé une carrière solo en 2021 .

## Récompenses
| Année | Cérémonie                    | Catégorie        | Résultat   |
| ----- | ---------------------------- | ---------------- | ---------- |
| 2010  | Prix Constantin 2010         |                  | Nomination |
| 2011  | Victoires de la musique 2011 | Révélation Scène | Nomination |